# Tindwāri
Tindwāri är en ort i Indien.   Den ligger i distriktet Bānda och delstaten Uttar Pradesh, i den centrala delen av landet, 500 km sydost om huvudstaden New Delhi. Tindwāri ligger 121 meter över havet och antalet invånare är 10 406.
Terrängen runt Tindwāri är mycket platt. Runt Tindwāri är det tätbefolkat, med 356 invånare per kvadratkilometer. Närmaste större samhälle är Baberu, 19,4 km öster om Tindwāri. Trakten runt Tindwāri består till största delen av jordbruksmark.